# Ostrava-Kunčičky (železniční zastávka)
Ostrava-Kunčičky je železniční zastávka v městské části Kunčičky krajského města Ostrava.

## Historie
Trať zde byla postavena v roce 1871 v trase z Ostravy uhelného nádraží do Frýdlantu nad Ostravicí, tzv. Ostravsko-frýdlantská dráha. Zastávka zde byla otevřena v roce 1910 se vznikem dolu Alexander. V roce 2007 byla trať v úseku z Ostravy hlavního nádraží do Ostravy-Kunčic elektrizována.

## Popis
Nenachází se zda žádná staniční budova, jen přístřešek pro cestující. Pro přechod mezi nástupišti lze využít železniční přejezd, který je umístěn na okraji zastávky. V blízkosti zastávky se nachází architektonicky významná dřevěná trafika vystavěná za doby první republiky. Zastavují tady vlaky linky S6 v trase Ostrava hl. n. – Valašské Meziříčí.